# Ugia albooculata
Ugia albooculata là một loài bướm đêm trong họ Erebidae.